# هیدروهالوژن‌دار کردن
واکنش هیدروهالوژن‌دار کردن یا هیدروهالوژناسیون(به انگلیسی: Hydrohalogenation) یک واکنش افزایشی الکترون دوست بین اسیدهای هیدروهالیک مانند هیدروژن کلرید یا هیدروژن برومید با آلکن‌ها برای تولید هالوآلکان‌های مربوطه است.
اگر دو اتم کربنی که پیوند دوگانه بین آن‌ها برقرار است به تعداد متفاوتی از اتم‌های هیدروژن متصل باشند، هالوژن ترجیحاً با کربنی که کمترین هیدروژن به آن متصل باشد پیوند برقرار می‌کند؛ این قاعده با عنوان قانون مارکونیکوف شناخته می‌شود.
یک مثال ساده از هیدروهالوژن‌دار کردن، واکنش بین ایندن با گاز هیدروژن کلرید (بدون حلال) است: